# ヤン・クペツキー
ヤン・クペツキー（チェコ語表記:Jan Kupecký、ドイツ語表記:Johann Kupetzky または Johann Kupecky または Kupezky、1667年 - 1740年7月16日）は17世紀/18世紀、ボヘミアの肖像画家である。

## 略歴
当時、ハンガリー王国であった現在のスロバキアの ペジノクで生まれたとされる。両親は、宗教的迫害から逃れて、ハンガリー王国に移った熱心なモラヴィア兄弟団(モラヴィア教会)の信徒となった製糸職人の家族である。ペジノクで育ち、最初の絵の教育を受けた後、1682年春にスイスのルツェルンで クラウス(Benedikt Klaus)という画家のもとで修業し、数年後、クラウスとウィーンに移った。1685年頃にイタリアに移り、ローマで画家として22年以上働くことになった。歴史画や風景画の他に肖像画を描くようになり、ローマを訪れた貴族の支援者も得て、肖像画家として知られるようになった。
1707年か1708年にウィーンに戻り、多くの王族からも肖像画の注文を受けた。1709年に元の師であったクラウスの娘と結婚した。ウィーンだけでなく、ボヘミアの保養地、カルロヴィ・ヴァリでロシア皇帝、ピョートル1世の肖像画を描き、プラハでも活動した。
1723年に宗教的な偏見を逃れるために、ニュルンベルクに移り、ニュルンベルクで活動した。
弟子にはクペツキーの多くの作品で衣裳を描いたとされるガブリエル・ミューラー(Gabriel Müller:1688-1760)やブレンデル(Joh. Andreas Brendel)、ハンリッヒ(Samuel Gottlieb Hanrich)、フォン・ベンメル (Johann Noah von Bemmel)、ロート(Franz Ignaz Roth)、マンリッヒ(Conrad Mannlich)らがいる。

## 作品

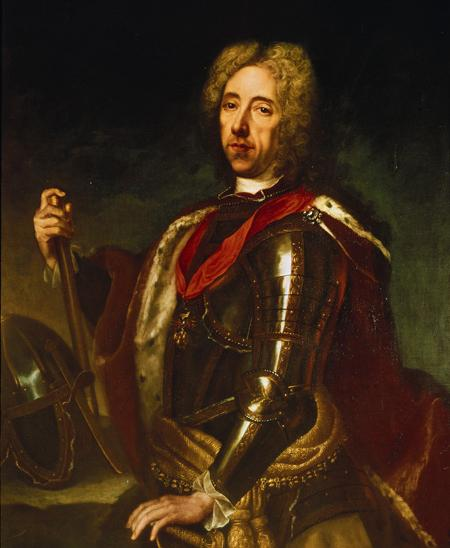
プリンツ・オイゲン
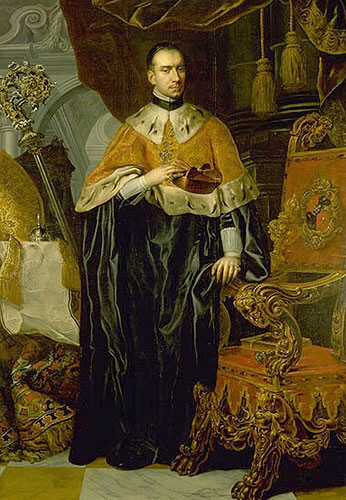
メルク修道院長 Berthold Dietmayr
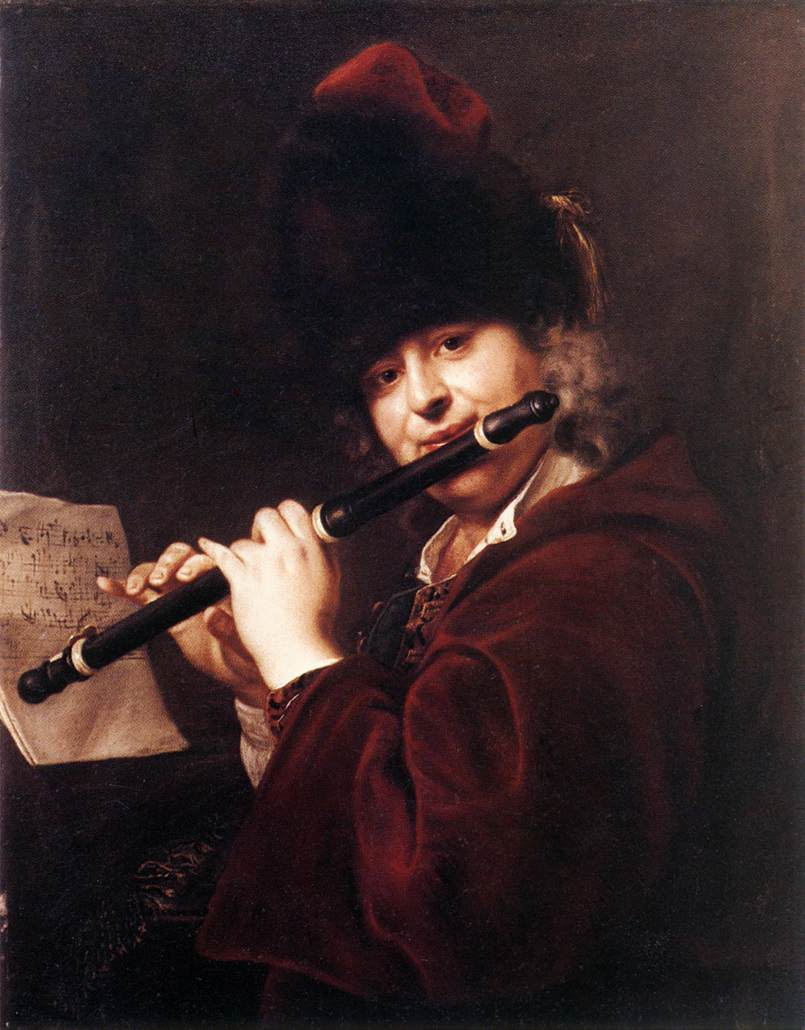
宮廷音楽家 Josef Lemberger
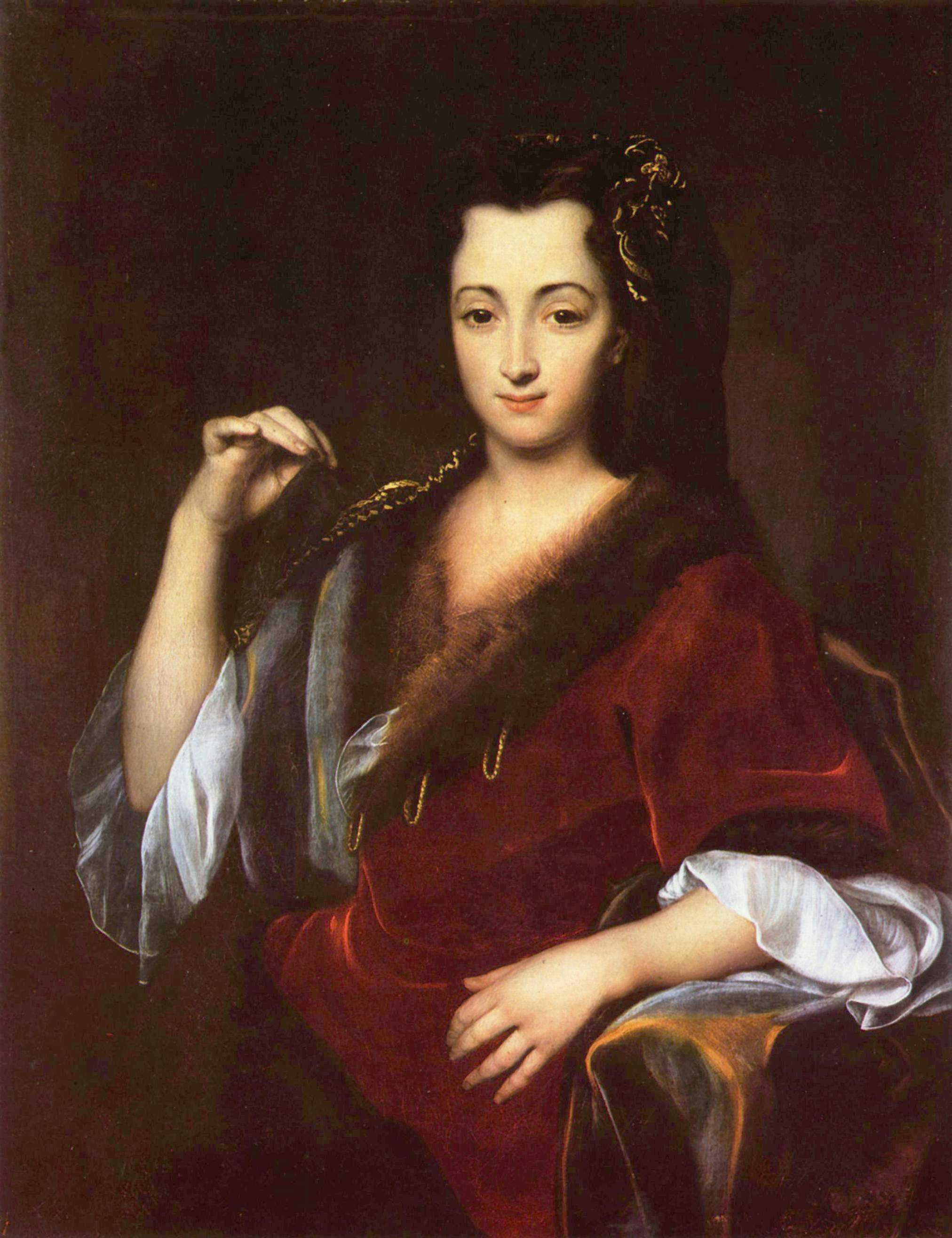
若いポーランド女性の肖像画